# Álvaro Peres de Castro
Álvaro Peres de Castro (morto em Orgaz em 1240) foi um nobre cavaleiro castelhano, filho de Pedro Fernandes de Castro e de Jimena Gomes de Manzanedo, filha do conde Gomes Gonçalves de Manzanedo. Álvaro foi o primeiro marido da rainha de Portugal D. Mécia Lopes de Haro.
Enquanto jovem, Álvaro aprende as artes da guerra e torna-se cavaleiro, destacando-se na corte durante as guerras de Fernando III contra os mouros. Álvaro participou em várias campanhas contra os mouros no sul da actual Espanha, para lá dos dominios de Castela e Leão, e foi peça importante do jogo de poder militar do monarca na região de Andaluzia.
O seu primeiro matrimónio concretizou-se com a condessa de Urgel, a qual repudia entre 1225 e 1228 por não lhe ter originado descendência.
Por volta de 1227, D. Álvaro foi imcumbido da missão de medianeiro da trégua que se pactuara entre o monarca e os mouros, que libertariam 300 cristão. Entre eles estava outro nobre cavaleiro, o senhor de Biscaia, Lope Díaz de Haro Cabeza Brava, juntamente com a sua jovem filha, D. Mécia. D. Álvaro depressa se interessou pela jovem e a presença do filho de D. Sancho I de Portugal, enciumara-o, o que fez com que desposasse D. Mécia, talvez ainda no mesmo ano.
Em Córdova, depois da conquista da cidade, o monarca regressa a Toledo e deixa D. Álvaro no comando militar dos arrabaldes do distrito. O abandono a que se botou a agricultura devido à guerra, a fome e as consecutivas doenças que surgiram naquele território levaram-no a procurar o rei, deixando a esposa no seu forte de Martos, hoje na Andaluzia. O rei cedeu-lhe votos de vice-rei, além de dinheiro e mantimentos para o regresso.
Contudo, devido à inexperiência do seu sobrinho, o forte é assaltado, mas D. Mécia junta as suas damas e criadas, arma-as e juntam-se nas ameias do castelo para o defender, o que confundiu o líder mouro que os atacava. Este foi prontamente dominado pelos cavaleiros do sobrinho e de outro esquadrão que se juntou.
Ao saber da notícia D. Álvaro pôs-se a caminho da Andaluzia, falecendo por doença no caminho.